# Jolanda di Savoia
Jolanda di Savoia är en ort och kommun i provinsen Ferrara i regionen Emilia-Romagna i Italien. Kommunen hade 2 814 invånare (2018).